# Секретная шестёрка (фильм)
«Секретная шестёрка» (англ. The Secret Six) — докодексовая криминальная драма. Уоллес Бири сыграл в ней роль «Скотобоя Скорпиона», характер которого отчасти основан на биографии известного американского гангстера Аль Капоне. В ленте также снялись Льюис Стоун, Джонни Мак Браун, Джин Харлоу, Кларк Гейбл, Марджори Рэмбю и Ральф Беллами.

### Сюжет
Бутлегер и владелец кафе Джонни Фрэнкс принимает в свою банду новичка со скотобойной фабрики Луиса Скорпиона. В борьбе за овладение и расширение территории рынка сбыта Скорпион в итоге берет на себя функции вожака банды, когда расправляется с Джонни, который, почувствовав конкурента в лице Скорпиона, решил его подставить. Скорпион становится богатым и получает власть над городом в течение нескольких лет. Но ему мало невидимой власти: он хочет заняться политикой и сесть в кресло мэра.

## В ролях
- Уоллес Бири — Луис «Луи» Скорпион
- Льюис Стоун — Ричард 'Ньювт "Ньютон
- Джонни Мак Браун — Генк Роджерс
- Джин Харлоу — Энн Кортленд
- Марджори Рэмбю — Пичис
- Кларк Гейбл — Карл Лакнер
- Ральф Беллами — Джонни Фрэнкс